# 馮覲
馮覲（1509年—？），字晉叔，自號小海道人，浙江杭州府海寧縣匠籍，錢塘縣人，明朝政治人物。

## 生平
嘉靖十三年（1534年）甲午科浙江鄉試第二十七名舉人。嘉靖二十三年（1544年）中式甲辰科會試第二十二名，登第二甲第四十五名進士。

## 家族
曾祖馮亮；祖父馮貴；父馮謙，母陳氏。重庆下。孫馮贄，曾孫馮玉鳳、馮愫。